# Jinhua Architektur- und Kunstpark
Der Jinhua Architektur- und Kunstpark (chinesisch: 金華建築藝術公園) ist eine Architekturausstellung in einem öffentlichen Park der chinesischen Stadt Jinhua (Zhejiang), der 2007 der Öffentlichkeit. übergeben wurde. Ai Weiwei war Planer und Organisator und arbeitete eng mit Herzog & De Meuron zusammen. Als Architekten beteiligten sich unter anderem Herzog & de Meuron, Wang Shu, Toshiko Mori und Tatiana Bilbao.

## Lage
Der Jinhua Architektur- und Kunstpark befindet sich am Nordufer des Yiwu-Flusses zwischen der Dongguan-Brücke und der Kangji-Brücke. Er eine hat Länge von 2,2 Kilometern und eine durchschnittliche Breite von 80 Metern. Er erstreckt sich über eine Fläche von 130.000 Quadratmetern. Er wird durch eine Straße von einem Wohngebiet getrennt. Die Pavillons stehen etwa im Abstand von 30 bis 40 Metern voneinander entfernt.

## Geschichte
Zu Beginn plante Yu Qiu Rong, der damalige stellvertretende Bürgermeister des Bezirks Jindong und leitende Baudirektor der Jindong New City am gegenüberliegenden Südufer, die Einrichtung eines Parks am Nordufer des Yiwu-Flusses. Er beauftragte den Künstler Ai Weiwei mit der Erstellung eines Vorentwurfs. Aufgrund dessen Erfahrungen mit dem Projekt Yiwu Jiangnan Bank Embankment (heute Ai Qing Culture Park) schlug Ai Weiwei vor, Architekten aus anderen Ländern und mit unterschiedlichem Hintergrund zur Mitarbeit einzuladen, um lokale Entwürfe mit internationalen Beiträgen zu ergänzen. Yu und Ai einigten sich darauf, dass die Gestaltung des Parks von kleinen, künstlerisch gestalteten öffentlichen Gebäuden dominiert werden sollte. Yu verfolgte das Ziel, die kulturelle Offenheit der Stadt und die Wertschätzung der Öffentlichkeit für Kunst zu verbessern. Die Bezirksregierung stellte für die Parkanlage eine landwirtschaftliche Parzelle zur Verfügung. Aus Kostengründen einigte man sich darauf, nur lokal verfügbare Materialien zu verwenden.
Die Entwurfsphase des Projektes begann im Jahr 2002. Ai Weiwei war für die Organisation und Landschaftsgestaltung des Parks verantwortlich. Er arbeitete eng mit Herzog & De Meuron zusammen. Ai Weiwei lud daraufhin 17 Architektenteams ein, wovon 16 übrig blieben, und bestimmte per Losverfahren Standort und Entwurfsthema der einzelnen Pavillons. Um den Architekten freie Hand zu lassen, stellte die Stadt Jinhua nur wenige Anforderungen an die Experten, abgesehen von Volumen und Funktionalität.
Mit den Bauarbeiten wurde im Juni 2004 begonnen. Der erste Pavillon wurde im Februar 2005 eröffnet. Die offizielle Eröffnung des Parks fand am 20. Oktober 2007 statt.
Die Provinz Zhejidang und die Stadt Jinhua investierten 3 Millionen Yuan in den Park.

## Pavillons
| Nummer | Gebäude                                                      | Architekt/Künstler                                                   | Land                                 | Foto |
| ------ | ------------------------------------------------------------ | -------------------------------------------------------------------- | ------------------------------------ | ---- |
| 1      | Welcome Center                                               | Till Schweizer                                                       | Deutschland                          |      |
| 2      | Der uralte Baum                                              | Emanuel Christ / Christoph Gantenbein (Christ & Gantenbein)          | Schweiz                              |      |
| 3      | Ausstellungsraum                                             | Tatiana Bilbao                                                       | Mexiko                               |      |
| 4      | Spielplatz                                                   | Tilo Herlach / Simon Hartmann / Simon Frommenwiler (HHF Architekten) | Schweiz                              |      |
| 5      | Teehäuser                                                    | Liu Jiakun                                                           | China                                |      |
| 6      | Toilette                                                     | Wang Xingwei / Xu Tiantian (DnA Design and Architecture)             | China                                |      |
| 7      | Comprehensive Space                                          | Zhang Yonghe                                                         | China/Vereinigte Staaten von Amerika |      |
| 8      | Net Café                                                     | Ding Yi, Chen Shuyu                                                  | China                                |      |
| 9      | Kaffeehaus (vorderes Gebäude) Keramikhaus (hinteres Gebäude) | Wang Shu                                                             | China                                |      |
| 10     | Archäologische Archive                                       | Ai Weiwei                                                            | China                                |      |
| 11     | Eiscreme-Kiosk                                               | Toshiko Mori                                                         | Japan                                |      |
| 12     | Multimediaraum                                               | Erhard An-He Kinzelbach                                              | Vereinigte Staaten von Amerika       |      |
| 13     | Restaurant-Pavillon                                          | Johan de Wachter Architects / Fün Design Consultancy                 | Niederlande                          |      |
| 14     | Brückenteehaus                                               | Fernando Romero                                                      | Mexiko                               |      |
| 15     | Zen Space                                                    | Herzog & De Meuron                                                   | Schweiz                              |      |
| 16     | Bücherbar                                                    | Michael Maltzan                                                      | Vereinigte Staaten von Amerika       |      |

## Kritik
2012 kritisierten die chinesischen Medien die Verwahrlosung des Parks und der Bürgermeister von Jinhua Xu Jiaai versprach, sich beim Wassermanagement und der Verlegung von Elektrizität zu engagieren.
Die Bewohner von Jinhua gehen anscheinend gerne im Park spazieren, sind aber ratlos, was sie mit den Pavillons anfangen sollen. Offensichtlich gibt es keine Bespielung etwa durch Gastronomie, durch Ausstellungen oder Veranstaltungen. Die Pavillons stehen leer, werden nicht in der Funktion genutzt, für die sie ursprünglich konzipiert wurden und es kümmert sich niemand um ihren Erhalt. Daher sind etwa die Stufen zum Teehaus und die Hinweistafel zum Zen Space verrostet, die Pflastersteine des Spielplatzes wurden herausgerissen.
Karissa Rosenfield monierte 2013, dass die Qualität der Gebäude des Jinhua Architekturparks leider zu wünschen übrig lasse, so dass schon nach wenigen Jahren nicht mehr alle Pavillons ihren gedachten Zweck erfüllen: Wandpaneele sind verklemmt oder gebrochen, Türen sind verschlossen oder verrostet, Holz beginnt zu faulen, Wege sind überwuchert. Sie macht nur zwei Gebäude aus, die sich dem Verfall entgegenstemmen.
Das Archäologische Archiv von Ai Weiwei ist einer der wenigen Pavillons, die in Würde gealtert sind. Während er eine schlichte Betonform entwickelt hat, wurden bei anderen Pavillons verschiedene Materialien verwendet, deren Verbindungen nicht lange Bestand hatte. Das Können von Ai Weiwei als Bildhauer wird deutlich, wenn man das Gebäude umkreist. Aus verschiedenen Blickwinkeln werden widersprüchliche Assoziationen geweckt: ein Bauernhaus, eine Werkshalle, das Ur-Haus schlechthin, ein ins Erdreich verlagerter Platz.
Auch der Zen Space von Herzog & de Meuron beweist nachhaltige Qualität. Die Architekten experimentieren seit Jahren mit Oberflächenmustern, die die Fassade erweitern, um neue Innenräume zu schaffen. Der Zen Space passt formal in einen Kubus, bietet aber durch seine tiefe wabenförmige Gestaltung der Fassade viele Bewegungs- und Rückzugsmöglichkeiten für einen Besucher. Vermutlich ist der Pavillon aus rotgefärbten Beton einem Taihu-Stein nachempfunden, einem häufigen Element in chinesischen Gärten.